# Dyslipidemia aterogenna
Dyslipidemia aterogenna – współistnienie podwyższonego stężenia triglicerydów i  lipoprotein o niskiej gęstości LDL we krwi, niskiego stężenia frakcji cholesterolu HDL. 
Występuje u osób z zespołem metabolicznym lub u chorych z cukrzycą typu 2. 

## Kryteria
1. Stężenie TG ≥150 mg%
2. Stężenie HDL-C <40 mg% u mężczyzn i < 45 mg% u kobiet
3. Obecność nieprawidłowych cząsteczek LDL (małe gęste LDL, sdLDL)

Wyżej wymienione objawy tworzą tak zwaną triadę lipidową.